# Дакс
Дакс (фр. Dax) насеље је и општина у југозападној Француској у региону Аквитанија, у департману Ланд која припада префектури Дакс.
По подацима из 2011. године у општини је живело 20.299 становника, а густина насељености је износила 991 становника/km². Општина се простире на површини од 20 km². Налази се на средњој надморској висини од 9 m метара (максималној 46 m, а минималној 2 m m).

## Демографија
| 1962.  | 1968.  | 1975.  | 1982.  | 1990.  | 1999.  | 2011.  |
| ------ | ------ | ------ | ------ | ------ | ------ | ------ |
| 17.051 | 19.348 | 19.137 | 18.648 | 19.309 | 19.515 | 20.299 |

График промене броја становника у току последњих година